# 1911 en sport automobile
Chronologie du Sport automobile
1910 en sport automobile - 1911 en sport automobile - 1912 en sport automobile
Les faits marquants de l'année 1911 en Sport automobile

## Par mois

### Janvier
- 21 janvier : départ du premier rallye Monte-Carlo. Le premier vainqueur est Rougier avec sa Turcat-Mery 25 HP.

### Mai
- 14 mai : sixième édition de la Targa Florio.
- 30 mai : première édition des 500 miles d'Indianapolis, sur l'Indianapolis Motor Speedway, remportée par Ray Harroun, à la moyenne de 120,060 km/h..

### Novembre
- 27 novembre : Coupe Vanderbilt
- 30 novembre : Grand Prix automobile des États-Unis.

## Naissances
- 3 janvier : Fritz Sittig Enno Werner von Hanstein, pilote automobile allemand et le vice-président de la Commission Sportive Internationale (CSI). († 5 mars 1996).
- 28 mars : Consalvo Sanesi, pilote automobile italien ayant courut 5 Grands Prix de Formule 1. († 28 juillet 1998).
- 20 juin : Paul Pietsch, pilote automobile allemand ayant courut 3 Grands Prix. († 31 mai 2012).
- 24 juin : Juan Manuel Fangio, pilote automobile argentin, cinq fois champion du monde de Formule 1, en 1951, 1954, 1955, 1956 et 1957. († 17 juillet 1995).
- 2 juillet : Reg Parnell, pilote automobile britannique ayant courut 6 Grands Prix de Formule 1. († 7 janvier 1964).
- 21 août : Ken Richardson, pilote anglais de course automobile. († 27 juin 1997).
- 6 septembre : Charles Georges Deutsch, ingénieur français en aérodynamique et dans le domaine de l'automobile. († 6 décembre 1980).
- 4 décembre : Willi Krakau, pilote automobile de voitures de sport et de Formule 2 allemand. († 26 avril 1995).

## Décès
- 20 juillet : Lewis Strang, pilote automobile américain, (° 7 août 1884).